# Wallbach (Freiberger Mulde)
Der Wallbach ist ein linker Zufluss der Freiberger Mulde ein Fließgewässer in den sächsischen Kleinstädten Hartha und Leisnig im Landkreis Mittelsachsen.
Der Bach hat seine Quelle im südlichen Ortsbereich von Wallbach, einem Ortsteil von Hartha, und durchfließt den Ort in nördlicher und danach in nordöstlicher Richtung. Anschließend erreicht er den Stadtbereich von Leising und fließt durch Queckhain, am östlichen Ortsrand von Minkwitz und umfließt den 219 Meter hohen Eichberg südlich und westlich. Er nimmt von links den Gaudlitzbach auf und mündet am östlichen Stadtrand von Leisnig in die Freiberger Mulde.